# Datotečni format
Datotečni format određuje kako su podaci digitalno spremljeni. Može biti zatvoren i otvoren te može biti neobjavljen i otvoren.